# 세계 체스 선수권 대회

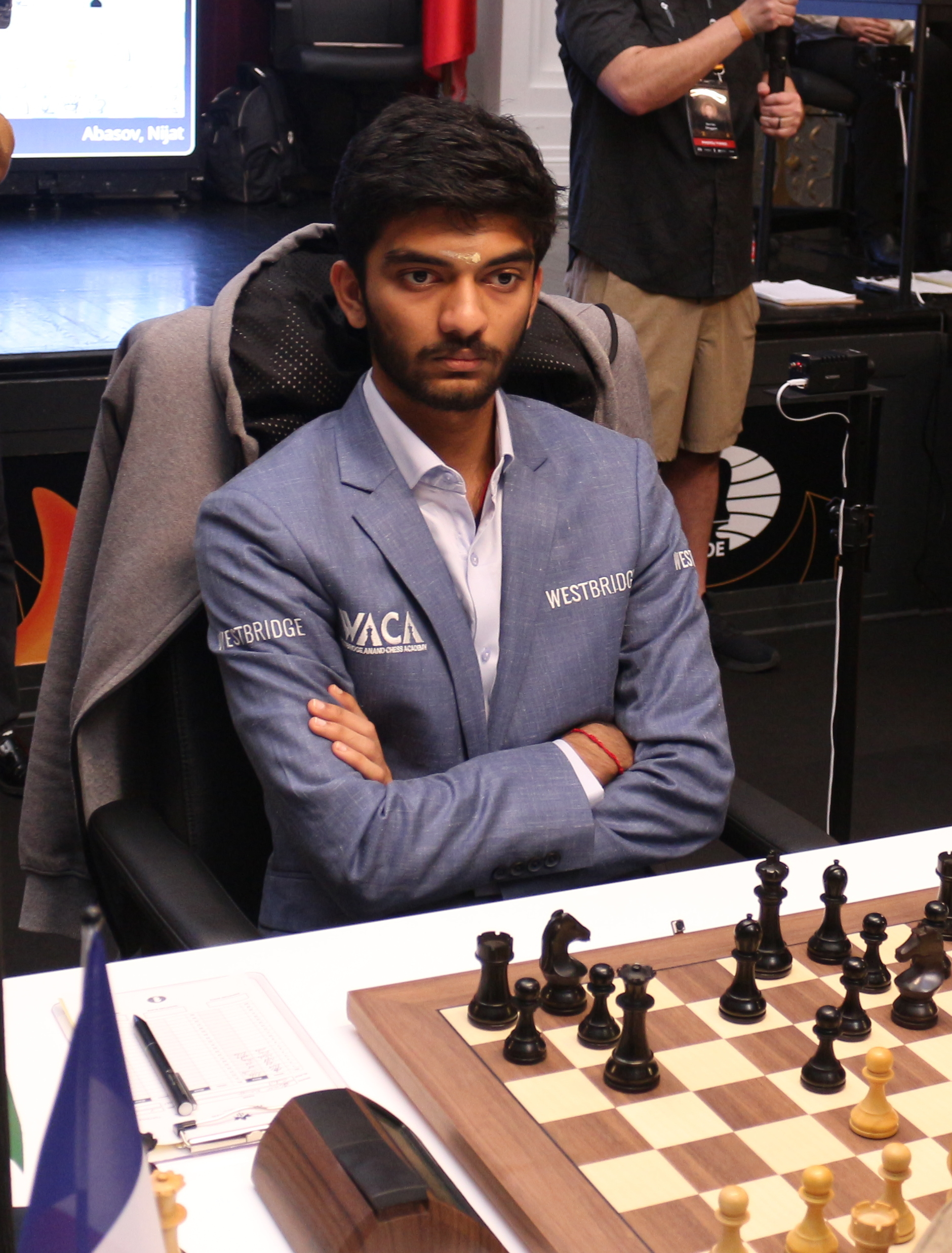
현 세계 체스 챔피언 인도의 구케시 디 선수

세계 체스 선수권 대회(World Chess Championship)은 보드 게임 체스의 세계 선수권이다. 전 대회 우승자와 각 선수권 대회 전에 열리는 도전자 결정전에서 우승한 선수가 맞붙는 형식으로 진행된다. 공식적으로는 유럽에서 Wilhelm/William Steinitz, Johann Zukertort라는 두 명의 주도적인 선수들이 경기를 하였던 1886년에 시작된 것으로 여겨진다.
현 세계 챔피언은 2024년 세계 체스 선수권 대회에서 승리한 구케시 디이다.
이뿐 아니라 여성만을 위한 세계 여자 체스 선수권 대회도 존재한다.

## 같이 보기
- 체스